# Kanton Moirans-en-Montagne
Der Kanton Moirans-en-Montagne ist ein französischer Kanton im Département Jura in der Region Bourgogne-Franche-Comté. Er umfasst 52 Gemeinden aus den Arrondissements Lons-le-Saunier und Saint-Claude, sein Hauptort (frz.: bureau centralisateur) ist Moirans-en-Montagne. Im Rahmen der landesweiten Neuordnung der französischen Kantone wurde er im Frühjahr 2015 erheblich erweitert.

## Gemeinden
Der Kanton besteht aus 50 Gemeinden mit insgesamt 14.177 Einwohnern (Stand: 1. Januar 2022) auf einer Gesamtfläche von 553,78 km²:
| Gemeinde                    | Einwohner 1. Januar 2022 | Fläche km² | Dichte Einw./km² | Code INSEE | Postleitzahl | Arrondissement  |
| --------------------------- | ------------------------ | ---------- | ---------------- | ---------- | ------------ | --------------- |
| Alièze                      | 149                      | 5,86       | 25               | 39007      | 39270        | Lons-le-Saunier |
| Arinthod                    | 1.149                    | 27,02      | 43               | 39016      | 39240        | Lons-le-Saunier |
| Aromas                      | 584                      | 25,80      | 23               | 39018      | 39240        | Lons-le-Saunier |
| Beffia                      | 83                       | 5,17       | 16               | 39045      | 39270        | Lons-le-Saunier |
| Cernon                      | 234                      | 16,45      | 14               | 39086      | 39240        | Lons-le-Saunier |
| Chambéria                   | 195                      | 14,67      | 13               | 39092      | 39270        | Lons-le-Saunier |
| Chancia                     | 217                      | 2,41       | 90               | 39102      | 1590         | Saint-Claude    |
| Charchilla                  | 287                      | 6,84       | 42               | 39106      | 39260        | Saint-Claude    |
| Charnod                     | 37                       | 5,17       | 7                | 39111      | 39240        | Lons-le-Saunier |
| Châtel-de-Joux              | 49                       | 14,13      | 3                | 39118      | 39130        | Saint-Claude    |
| Chavéria                    | 209                      | 10,22      | 20               | 39134      | 39270        | Lons-le-Saunier |
| Condes                      | 117                      | 2,05       | 57               | 39163      | 39240        | Lons-le-Saunier |
| Cornod                      | 215                      | 13,99      | 15               | 39166      | 39240        | Lons-le-Saunier |
| Courbette                   | 46                       | 2,65       | 17               | 39168      | 39570        | Lons-le-Saunier |
| Coyron                      | 69                       | 5,53       | 12               | 39175      | 39260        | Saint-Claude    |
| Crenans                     | 231                      | 8,82       | 26               | 39179      | 39260        | Saint-Claude    |
| Dompierre-sur-Mont          | 210                      | 7,37       | 28               | 39200      | 39270        | Lons-le-Saunier |
| Dramelay                    | 27                       | 6,53       | 4                | 39204      | 39240        | Lons-le-Saunier |
| Écrille                     | 89                       | 5,25       | 17               | 39207      | 39270        | Lons-le-Saunier |
| Étival                      | 310                      | 13,83      | 22               | 39216      | 39130        | Saint-Claude    |
| Genod                       | 73                       | 3,14       | 23               | 39247      | 39240        | Lons-le-Saunier |
| Jeurre                      | 238                      | 6,99       | 34               | 39269      | 39360        | Saint-Claude    |
| La Boissière                | 64                       | 5,36       | 12               | 39062      | 39240        | Lons-le-Saunier |
| La Tour-du-Meix             | 262                      | 13,42      | 20               | 39534      | 39270        | Lons-le-Saunier |
| Lect                        | 334                      | 11,94      | 28               | 39289      | 39260        | Saint-Claude    |
| Les Crozets                 | 193                      | 7,59       | 25               | 39184      | 39260        | Saint-Claude    |
| Maisod                      | 325                      | 7,39       | 44               | 39307      | 39260        | Saint-Claude    |
| Marigna-sur-Valouse         | 107                      | 8,35       | 13               | 39312      | 39240        | Lons-le-Saunier |
| Marnézia                    | 68                       | 4,97       | 14               | 39314      | 39270        | Lons-le-Saunier |
| Martigna                    | 207                      | 8,77       | 24               | 39318      | 39260        | Saint-Claude    |
| Mérona                      | 8                        | 2,97       | 3                | 39324      | 39270        | Lons-le-Saunier |
| Meussia                     | 439                      | 13,64      | 32               | 39328      | 39260        | Saint-Claude    |
| Moirans-en-Montagne         | 2.121                    | 26,56      | 80               | 39333      | 39260        | Saint-Claude    |
| Montcusel                   | 145                      | 9,55       | 15               | 39351      | 39260        | Saint-Claude    |
| Moutonne                    | 129                      | 3,99       | 32               | 39375      | 39270        | Lons-le-Saunier |
| Nancuise                    | 41                       | 5,21       | 8                | 39380      | 39270        | Lons-le-Saunier |
| Onoz                        | 71                       | 14,85      | 5                | 39394      | 39270        | Lons-le-Saunier |
| Orgelet                     | 1.571                    | 23,11      | 68               | 39397      | 39270        | Lons-le-Saunier |
| Pimorin                     | 204                      | 10,29      | 20               | 39420      | 39270        | Lons-le-Saunier |
| Plaisia                     | 99                       | 5,31       | 19               | 39423      | 39270        | Lons-le-Saunier |
| Présilly                    | 114                      | 11,23      | 10               | 39443      | 39270        | Lons-le-Saunier |
| Reithouse                   | 53                       | 4,84       | 11               | 39455      | 39270        | Lons-le-Saunier |
| Rothonay                    | 132                      | 12,98      | 10               | 39468      | 39270        | Lons-le-Saunier |
| Saint-Hymetière-sur-Valouse | 415                      | 18,30      | 23               | 39137      | 39240        | Lons-le-Saunier |
| Sarrogna                    | 227                      | 19,87      | 11               | 39504      | 39270        | Lons-le-Saunier |
| Thoirette-Coisia            | 816                      | 15,50      | 53               | 39530      | 39240        | Lons-le-Saunier |
| Valzin en Petite Montagne   | 454                      | 26,38      | 17               | 39290      | 39240        | Lons-le-Saunier |
| Vescles                     | 183                      | 20,27      | 9                | 39557      | 39240        | Lons-le-Saunier |
| Villards-d’Héria            | 391                      | 9,91       | 39               | 39561      | 39260        | Saint-Claude    |
| Vosbles-Valfin              | 186                      | 21,34      | 9                | 39583      | 39240        | Lons-le-Saunier |
| Kanton Moirans-en-Montagne  | 14.177                   | 553,78     | 26               | 3909       | –            | –               |

Bis zur landesweiten Neuordnung der französischen Kantone im März 2015 gehörten zum Kanton Moirans-en-Montagne die 16 Gemeinden Chancia, Charchilla, Châtel-de-Joux, Coyron, Crenans, Étival, Jeurre, Lect, Les Crozets, Maisod, Martigna, Meussia, Moirans-en-Montagne, Montcusel, Pratz und Villards-d’Héria. Sein Zuschnitt entsprach einer Fläche von 163,75 km2. Er besaß vor 2015 einen anderen INSEE-Code als heute, nämlich 3916.

## Veränderungen im Gemeindebestand seit der landesweiten Neuordnung der Kantone
2019:
- 1. Januar: Fusion Lavans-lès-Saint-Claude (Kanton Saint-Lupicin) und Pratz → Lavans-lès-Saint-Claude
- 1. Januar: Fusion Chemilla, Cézia, Lavans-sur-Valouse und Saint-Hymetière → Saint-Hymetière-sur-Valouse

2018:
- 1. Januar: Fusion Arinthod und Chisséria → Arinthod
- 1. Januar: Fusion Valfin-sur-Valouse und Vosbles → Vosbles-Valfin

2017:
- 1. Januar: Fusion Aromas und Villeneuve-lès-Charnod (Kanton Saint-Amour) → Aromas
- 1. Januar: Fusion Coisia und Thoirette → Thoirette-Coisia
- 1. Januar: Fusion Chatonnay, Fétigny, Légna und Savigna → Valzin en Petite Montagne

2016:
- 1. Januar: Fusion Arthenas, Essia, Saint-Laurent-la-Roche (Kanton Saint-Amour) und Varessia,  → La Chailleuse

## Politik
| Vertreter im Departementrat | Vertreter im Departementrat                    | Vertreter im Departementrat |
| Amtszeit                    | Namen                                          | Partei                      |
| --------------------------- | ---------------------------------------------- | --------------------------- |
| 2001–2011                   | Marie-Christine Dalloz                         | UMP                         |
| 2011–2015                   | Jean Burdeyron                                 | DVD                         |
| 2015–                       | Marie-Christine Dalloz Jean-Charles Grosdidier | UD                          |